# Rhabdophis subminiatus
Rhabdophis subminiatus, comúnmente llamado quilla de cuello rojo, es una especie de serpiente venenosa de la familia Colubridae. La especie es endémica de Asia.

## Descripción
R. subminiatus tiene un tono verdoso con regiones rojas y amarillas cerca de la cabeza. La longitud total es de 0,70 a 0,90 metros, (incluida la cola).

## Hábitat y dieta
Vive generalmente cerca de estanques, donde consume ranas y peces.

## Mordedura y veneno
R. subminiatus es una especie con dentición opistoglifa o sea que tiene colmillos traseros y anteriormente se pensaba que era inofensiva. Sin embargo, luego de un envenenamiento fatal y varios casi fatales, se investigó la toxicidad de su veneno. Como resultado, recientemente ha sido reclasificada como una especie peligrosa. Las serpientes de colmillos traseros necesitan morder y agarrarse, o morder repetidamente, para tener algún efecto en los humanos. Una acción de masticación facilita el envenenamiento, ya que los conductos del veneno se abren para formar colmillos que están ranurados externamente (no huecos) y que están posteriores en la cavidad bucal. La especie tiene dos dientes agrandados en la parte posterior de la mandíbula. Ubicada en la mandíbula superior hay una glándula conocida como glándula de Duvernoy, que produce una secreción extremadamente venenosa.

## Subespecies
Se reconocen dos subespecies como válidas, incluida la subespecie nominotípica.
- Rhabdophis subminiatus helleri (Schmidt, 1925)
- Rhabdophis subminiatus subminiatus (Schlegel, 1837)

La autoridad del trinomio entre paréntesis indica que la subespecie se describió originalmente en un género distinto de Rhabdophis.